# Sem o Partido Comunista, Não Haveria Uma Nova China

Bandeira do Partido Comunista da China

"Sem o Partido Comunista, Não Haveria Uma Nova China" (Chinês simplificado: 没有共产党就没有新中国; chinês tradicional: 沒有共產黨就沒有新中國; pinyin: Méiyǒu Gòngchǎndǎng Jiù Méiyǒu Xīn Zhōngguó) é uma popular canção de propaganda comunista na República Popular da China, que teve origem em 1943, em resposta à frase "Sem o Kuomintang não haveria China". 

## Contexto
Durante a Segunda Guerra Mundial, quando a China estava a combater a invasão japonesa, Chiang Kai-shek publicou um livro intitulado O Destino da China em 10 de março de 1943, com o slogan "Sem o Kuomintang não haveria China". O Partido Comunista da China publicou um editorial intitulado "Sem o Partido Comunista não haveria China" no Jiefang Daily a 25 de agosto de 1943 para criticar o livro, concluindo que "Se a China de hoje não tivesse o Partido Comunista da China, não haveria China". Em outubro de 1943, Cao Huoxing, um membro de 19 anos do Partido Comunista da China, criou a letra para a música "Sem o Partido Comunista, Não Haveria China", com base nisto. 
Em 1950, pouco depois da fundação da República Popular da China, Mao Zedong mudou o título para "Sem o Partido Comunista, Não Haveria Uma Nova China", acrescentando a palavra "nova". 
A canção está incluída no musical de 1965 O Leste é Vermelho. 
Em 26 de junho de 2006, um memorial em homenagem à música "Sem o Partido Comunista, Não Haveria Uma Nova China" foi inaugurado no distrito de Fangshan, Pequim, China, com uma área de 6.000 m2

## Letra da música
| Chinês Tradicional | Chinês Simplificado | Hanyu Pinyin | Tradução Literal em Português |
| --- | --- | --- | --- |
| 沒有共產黨就沒有新中國 沒有共產黨就沒有新中國 共產黨辛勞為民族 共產黨他一心救中國 他指給了人民解放的道路 他領導中國走向光明 他堅持了抗戰八年多 他改善了人民生活 他建設了敵後根據地 他實行了民主好處多 沒有共產黨就沒有新中國 | 没有共产党就没有新中国 没有共产党就没有新中国 共产党辛劳为民族 共产党他一心救中国 他指给了人民解放的道路 他领导中国走向光明 他坚持了抗战八年多 他改善了人民生活 他建设了敌后根据地 他实行了民主好处多 没有共产党就没有新中国 | Méiyǒu Gòngchǎndǎng jiù méiyǒu xīn Zhōngguó. Méiyǒu Gòngchǎndǎng jiù méiyǒu xīn Zhōngguó. Gòngchǎndǎng xīnláo wèi mínzú. Gòngchǎndǎng tā yīxīn jiù Zhōngguó. Tā zhǐgěi le rénmín jiěfàng de dàolù. Tā lǐngdǎo Zhōngguó zǒuxiàng guāngmíng. Tā jiānchí le kàngzhàn bā nián duō. Tā gǎishàn le rénmín shēnghuó. Tā jiànshè le díhòu gēnjùdì. Tā shíxíng le mínzhǔ hǎochù duō. Méiyǒu Gòngchǎndǎng jiù méiyǒu xīn Zhōngguó. | Sem o Partido Comunista, não haveria uma nova China. Sem o Partido Comunista, não haveria uma nova China. O Partido Comunista trabalhou para a nação. O Partido Comunista de um só coração salvou a China. Apontou o caminho da libertação para o povo. Conduziu a China em direcção à luz. Apoiou a Guerra da Resistência durante mais de oito anos. Melhorou a vida do povo. Construiu uma base atrás das linhas inimigas. Praticou a democracia, trazendo muitas vantagens. Sem o Partido Comunista, não haveria uma nova China. |